# Île Moiseev
Pour les articles homonymes, voir Moiseev.
L'île Moiseev (en russe : Остров Моисеева), est une île de Russie en mer de Kara.
Administrativement, elle appartient au raïon dolgano-nénètse de Taïmyr dans le kraï de Krasnoïarsk, dans le district fédéral de Sibérie.

## Géographie
L'île est située dans la partie sud-est de la mer de Kara, directement au nord du cap Pologij (мыс Пологий), qui se trouve le long de la côte nord de l'île Taïmyr. Elle est séparée de cette dernière par le détroit de Toros (пролив Торос), large d'un peu plus de 2,5 km à cet endroit ; au nord-ouest, elle est séparée des îles Vil'kitsky par le détroit de Matisen (пролив Матисена) ; à environ 3,8 km à l'est se trouve l'île du pilote Alekseev. Elle fait partie de la réserve naturelle du Grand Arctique.
L'île est de forme rectangulaire, aux côtes légèrement irrégulières, orientée du sud-ouest au nord-est, et mesure environ 3,5 km de long pour 2,5 km de large. Au centre, elle atteint une hauteur maximale de 52 m au-dessus du niveau de la mer qui descend jusqu'à 6 m à l'extrémité sud. Au nord-est, les côtes sont escarpées, avec des falaises pouvant atteindre 20 m de haut. Il existe un ruisseau saisonnier qui coule vers l'ouest.
Géologiquement, l'île Moiseev, ainsi que les îles voisines, sont une continuation de l'archipel Nordenskiöld et est parfois considérée comme en faisant partie.
L'île porte le nom du navigateur et chercheur russe Stepan Andreyevich Moiseev.